# Cestrum tuerckheimii
Cestrum tuerckheimii är en potatisväxtart som beskrevs av Otto Eugen Schulz. Cestrum tuerckheimii ingår i släktet Cestrum och familjen potatisväxter. Inga underarter finns listade i Catalogue of Life.